# Smulți
Smulți est une commune roumaine située dans le județ de Galați.